# La sociologie est un sport de combat
Pour plus de détails, voir Fiche technique et Distribution.

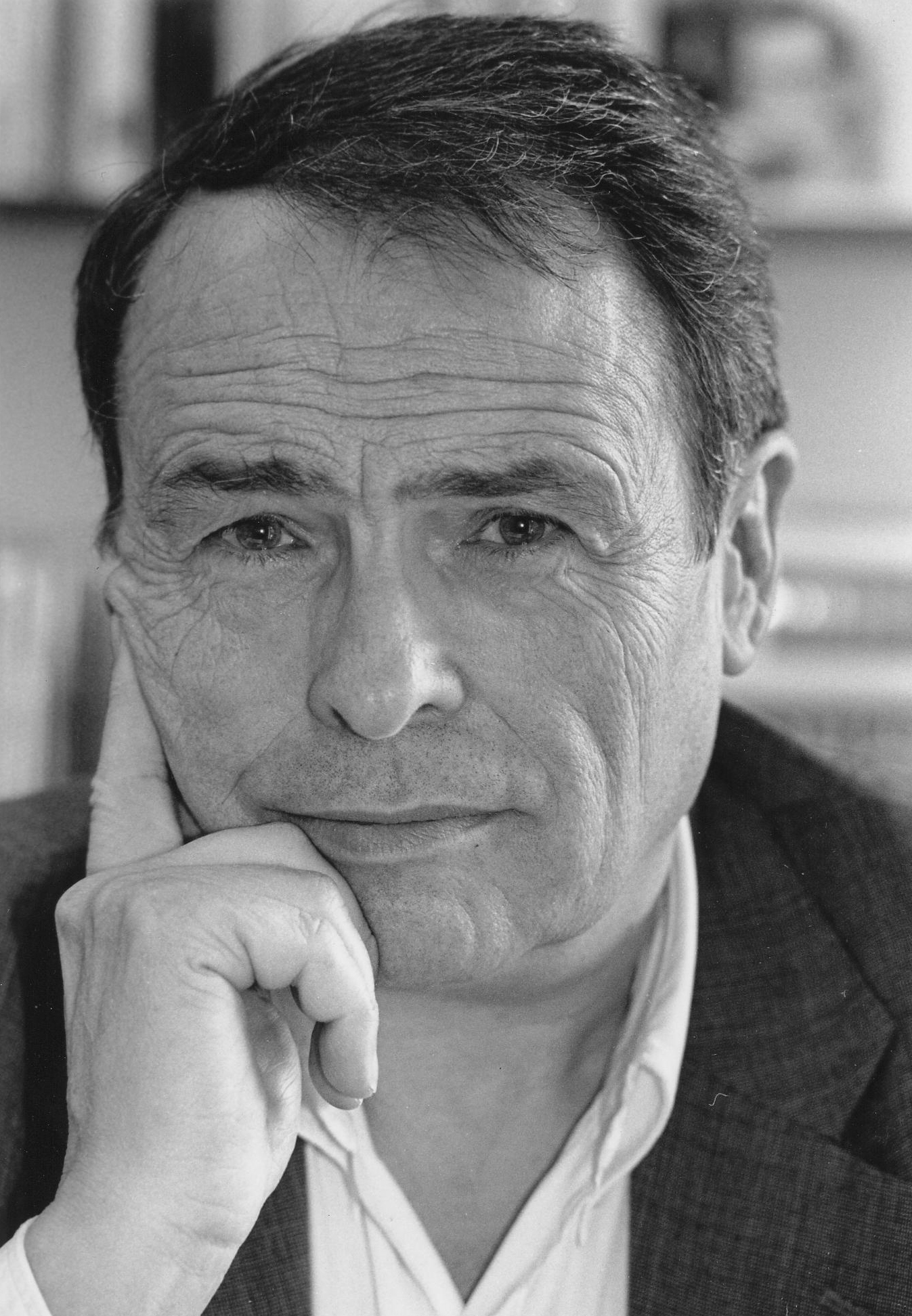
Pierre Bourdieu.

La sociologie est un sport de combat est un documentaire français sorti en 2001, réalisé par Pierre Carles et conçu par ce dernier comme une tentative de faire connaître au grand public la sociologie et plus particulièrement les travaux de Pierre Bourdieu.

## Synopsis
La sociologie est un sport de combat montre comment Pierre Bourdieu travaille, « la pensée en action » et de quoi est fait le quotidien d'un sociologue. A la date du 24 septembre 2024, le documentaire n'a jamais été diffusé à la télévision française.

## Structure du documentaire
Le film de Pierre Carles s'organise en différents chapitres (qui sont au nombre de 20) proposant chacun différente situation et différent lieu dans lequel Pierre Bourdieu développe ces thèses, débat avec des personnalités ou alors montre des moments de vie du sociologue.
Chapitre 1 - Insécurité linguistique
Ce chapitre met en scène Pierre Bourdieu en pleine visio-conférence avec Edward Saïd.
Chapitre 2 - Tous à la manif
Ce chapitre met en scène Pierre Bourdieu dans une manifestation où l'on peut entendre José Bové puis il discute avec une lectrice qui explique comment les différents enquêtes sociologiques de Bourdieu l'ont profondément impactée.
Chapitre 3 - Un instrument de self-défense
Pierre Bourdieu se rend à une interview chez Radio Droit de Cité (ancienne radio disparue) pour expliquer son métier de sociologue ainsi qu'un certains nombres de ces concepts (capital culturel, capital économique, etc.). C'est durant cette interview qu'il prononce la phrase célèbre (et qui servira de titre au film) : « Et je dis souvent que la sociologie est un sport de combat. [...] Comme un sport de combat on s'en sert pour se défendre, essentiellement, et on a pas le droit de s'en servir pour faire de mauvais coup ».
Chapitre 4 - Relation de bureau
C'est un court chapitre où l'on peut voir Pierre Bourdieu travaillant dans son bureau et discutant avec sa secrétaire. On peut y apercevoir le sociologue s'essayant à l'informatique notamment.
Chapitre 5 - La domination masculine
Pierre Bourdieu donne une interview à une journaliste à propos de son ouvrage La Domination masculine qui vient alors de paraître.
Chapitre 6 - Manet
Dans ce chapitre, Pierre Bourdieu est au Collège de France, en train de donner un cours, qui fait partie de son cycle de cours des années 98-2000 intitulé « Manet, une révolution symbolique ».
Chapitre 7 - Une lettre de Jean-Luc Godard
Le cinéaste Jean-Luc Godard envoie une lettre à Pierre Bourdieu qui l'ouvre devant les caméras.
Chapitre 8 - Demi d'ouverture
Chapitre 9 - Pauvres sociologues...
Chapitre 10 - A propos de Foucault
Se rendant dans une université pour faire une conférence à une classe, Pierre Bourdieu développe ses méthodes de travail. Un étudiant l'interroge sur l'impact de son expérience personnelle sur ces travaux. En guise de réponse, il fait un long développement sur l'impact que certaines expériences de vie (homosexualité, timidité etc) ont pu avoir sur les travaux de Michel Foucault.
Chapitre 11 - Tristes Tropiques à l'envers
Le titre est issu du livre éponyme de Claude Lévi-Strauss. Ce chapitre est l'occasion pour Pierre Bourdieu de raconter son expérience algérienne et l'impact de celle-ci sur ses travaux sociologiques et ethnologiques.
Chapitre 12 - Les prisons de la misère
Chapitre 13 - Contre les généralisations abusives
Chapitre 14 - L'économie du bonheur
Bourdieu analyse la manière dont la France s'est désindustrialisée et l'effet que cela à produit sur les classes populaires qui travaillaient dans ces usines. Ainsi, il dénonce une politique d'économie qui en réalité n'en est pas une car le coût social de la délocalisation est plus cher (alcools, drogue, délinquance ou tout simplement coût du chômage) que celui que l'on économise à la production délocalisée.
Chapitre 15 - L'indice Mickey
Chapitre 16 - La main gauche et la main droite de l'État
Le nom du chapitre reprend la terminologie utilisée par Pierre Bourdieu dans son livre La Misère du Monde (1993). La particularité de ce chapitre est de mettre en scène le sociologue Loïc Wacquant, et non Pierre Bourdieu, en conférence.
Chapitre 17 - Vous tournez beaucoup trop
Ce chapitre est l'occasion pour Pierre Bourdieu d'expliquer sa méthode de travail. Le titre du chapitre provient d'une phrase qu'il dit à son élève Loïc Wacquant, alors en train d'écrire un livre. 
Chapitre 18 - Günter Grass
Ce chapitre est filmé à l'occasion d'un débat organisé par Radio Bremen et Arte entre Pierre Bourdieu et Günter Grass (Prix Nobel de littérature 1999) afin de débattre du siècle écoulé et des multiples transformations qui se sont produites durant celui-ci.
Chapitre 19 - Explications au Val Fourré
Chapitre 20 - Sociologue de gouttière

## Fiche technique
- Réalisation : Pierre Carles
- Production : Véronique Frégosi et Annie Gonzalez
- Société de production : C-P Productions et VF Films
- Société de distribution : Cara M.
- Monteur : Virginie Charifi, Youssef Charifi, Claire Painchault et Bernard Sasia
- Genre : documentaire
- Durée : 146 minutes (2 h 26)
- Date de sortie : 
  - France : 2 mai 2001

## Distribution
- Pierre Bourdieu
- Loïc Wacquant
- Serge Halimi
- Daniel Mermet
- Rémi Lenoir
- Patrick Champagne
- Edward Saïd
- Günter Grass

## Citations
« Je dis souvent que la sociologie, c'est un sport de combat, c'est un instrument de self-défense. On s'en sert pour se défendre, essentiellement, et on n'a pas le droit de s'en servir pour faire des mauvais coups. »

— Pierre Bourdieu, La sociologie est un sport de combat